# Simon Molitor

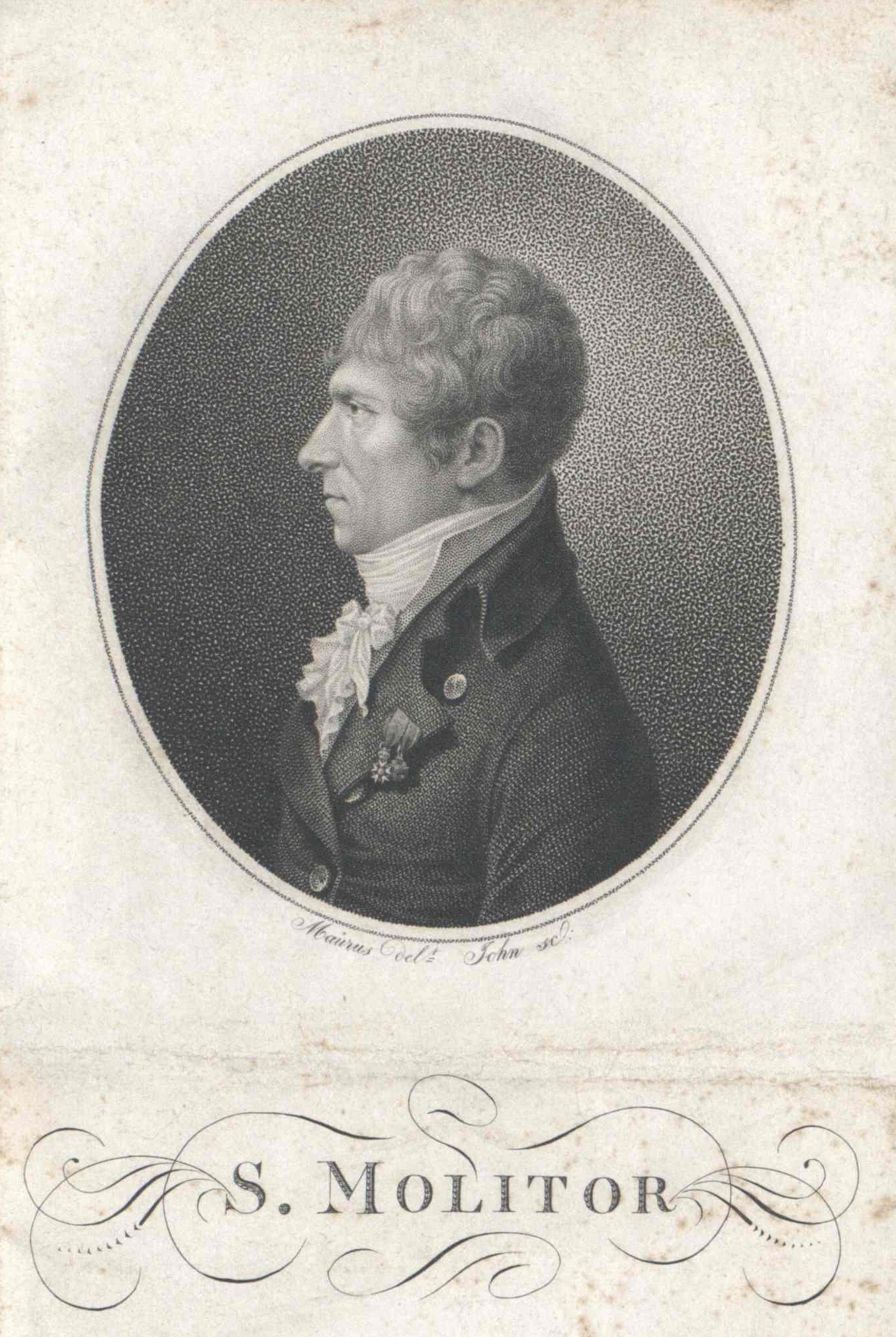
Simon Molitor

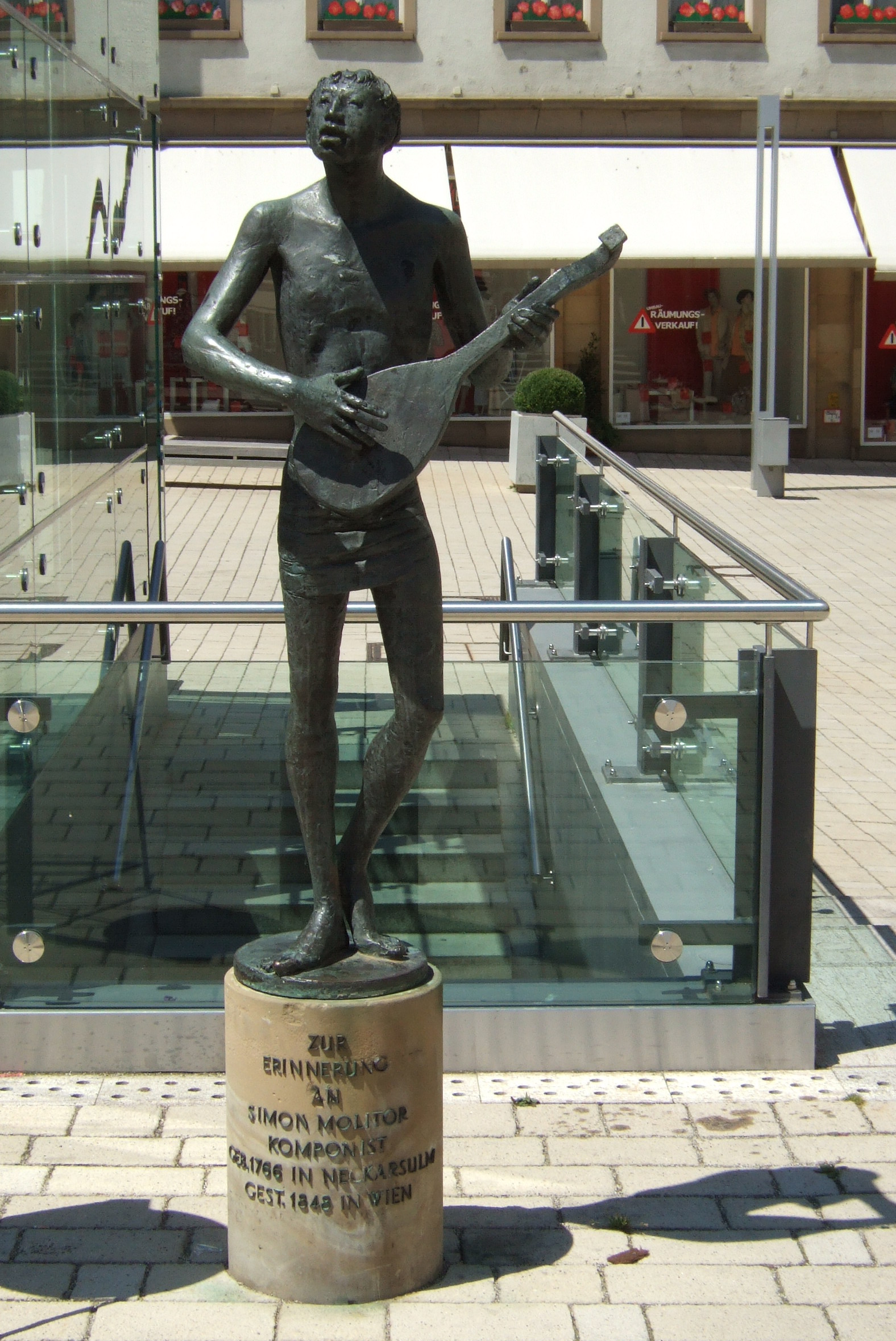
Denkmal für Simon Molitor auf dem Marktplatz in Neckarsulm

Alois Franz Simon Joseph Simon Molitor (* 3. November 1766 in Neckarsulm; † 21. Februar 1848 in Wien) war ein deutscher Komponist der Klassik, Musikforscher, Gitarrist und Beamter. Bevor er sich für die Gitarre begeisterte, begann Simon Molitor seine musikalische Ausbildung als Violinist. In Wien war er als Gitarrenvirtuose und Musiklehrer tätig. Darüber hinaus führte er als Virtuose ein Wanderleben. Er gilt als bedeutendster Vertreter der Wiener Gitarristik vor Mauro Giuliani. Er verfasste auch zusammen mit dem Gitarristen Wilhelm Klingenbrunner (1782–1850) (unter dem Pseudonym: R. Klinger) eine Gitarrenschule mit dem Titel Versuch einer vollständigen methodischen Anleitung zum Gitarrespielen.

## Leben
Simon Molitors Vater, Johann Michael Molitor, war Leiter der Kirchenmusik in Neckarsulm und hatte selbst verschiedene Kompositionen auf diesem Gebiet geliefert. Er übersiedelte später nach Mergentheim, wo er als Kapellmeister im Dienste des Deutschen Ordens starb. Simon Molitor erhielt im Knabenalter vom Vater den ersten Musikunterricht sowie Unterricht im Violin- und Klavierspiel. Nach dem Willen seines Vaters sollte er studieren, da dieser sein ausgesprochenes musikalisches Talent erkannte.
Das entsprach allerdings nicht seinen Vorstellungen, so dass er sich ohne Wissen der Eltern von der Universität entfernte und ab seinem 18. Lebensjahr ein fahrendes Virtuosenleben begann. Er zog durch Deutschland und spielte in Orchestern, gab Konzerte und komponierte Konzert- und Kammermusik für verschiedene Instrumente und für Gesang. Ende der 1780er Jahre kam er nach Wien, wo er bei Abbé Vogler Komposition studierte.
Danach ging er nach Italien und war 1796 und 1797 Orchesterdirektor in Venedig.
1798 trat er in Wien nach dem Wunsche seiner Familie als Beamter in das kaiserliche Kriegskommissariat ein und wechselte später zum Verpflegungsverwesen über. Während des Feldzuges 1799 komponierte er patriotische Kriegslieder, welche mit Begeisterung gesungen wurden.
Die letzte musikalische Leistung aus jener Zeit war eine Gitarren-Schule, welche wesentlich dazu beitrug, diesem Instrumente Bahn zu brechen. Von da an arbeitete er bis zu seiner Pensionierung 1831 als Beamter und wurde zum Oberverpflegungsverwalter befördert. Er erhielt das Offizierskreuz der französischen Ehrenlegion und das Ritterkreuz des Badenschen Zähringer Löwenordens.
Simon Molitor war nie verheiratet. Als er 1831 pensioniert wurde, hatte er bereits ein kleines Vermögen zurückgelegt und war in der Lage, sich ganz seiner Lieblingsneigung, der Tonkunst, zu widmen. Er komponierte viele Lieder, welche aber nie veröffentlicht wurden. Mit Fleiß widmete er sich seinen musikgeschichtlichen Forschungen und sammelte insbesondere Materialien zu einer Geschichte der Wiener Hofmusikkapelle und der früheren Hofoper, die teilweise durch Leopold von Sonnleithner ergänzt wurde. Molitor brachte viele Stunden in der kaiserlichen Hofbibliothek und in den Archiven der Hofämter zu, um die geeigneten Quellen aufzusuchen und sich Auszüge davon zu machen. Als er am 21. Februar 1848 im 82. Lebensjahre starb, konnte er die Früchte seiner vieljährigen Forschung allerdings nicht mehr ernten.
Einzelne musikhistorische Aufsätze Molitors erschienen in der Leipziger allgemeinen musikalischen Zeitung: so 1838 eine Ehrenrettung des kaiserlichen Hofkomponisten Francesco Bartolomeo Conti und 1839 Bemerkungen zur Lebensgeschichte Emanuels, genannt „der Baron von Astorga“.
Simon Molitor war in seinen frühen Jahren ein fleißiger Komponist. Die Gitarrenschule, welche er gemeinschaftlich mit Wilhelm Klingenbrunner herausgab, wurde zu seiner Zeit häufig benutzt. Außerdem schrieb er viele Stücke für dieses Instrument wie auch Solostücke für die Violine, letztere vor allem zum eigenen Vortrag bei seinen Kunstreisen.
Die Gesellschaft der Musikfreunde in Wien besitzt in ihrem Archiv noch 44 Musikstücke seiner Komposition.

## Werke
Molitor schrieb Orchestermusik, Konzerte für Violine und Klarinette, Streichquartette, Klavier- und Gesangskompositionen und Werke, insbesondere Sonate für Gitarre solo und für Violine und Gitarre. Hervorzuheben ist seine Große Sonate für die Guitare allein (Op. 7), die er mit einer umfassenden Vorrede versah. In dieser Vorrede setzte er sich u. a. mit der Geschichte der Gitarre auseinander.